# Obwód akmolski
Obwód akmolski (kaz. Ақмола облысы, Akmoła obłysy; ros. Акмолинская область, Akmolinskaja obłast´; 1939–60 obwód akmoliński; 1961–92 obwód celinogradzki) – obwód Kazachstanu. Zamieszkany jest łącznie przez 743 800 osób, z czego 124 000 żyje w jego stolicy, Kokczetawie. Obwód obejmuje stolicę Kazachstanu, Astanę, jednak ta jest od niego politycznie niezależna. Razem z obwodem karagandyjskim są jedynymi obwodami które nie graniczą z innymi państwami. Obwód akmolski graniczy od południa z obwodem karagandyjskim, z północy z obwodem północnokazachstańskim, ze wschodu z obwodem pawłodarskim, i z zachodu z obwodem kustanajskim.

## Rejony
- rejon Akköl
- rejon Arszały
- rejon Astrachan
- rejon Atbasar
- rejon Bułandy
- rejon Burabaj
- rejon Byrżan sał
- rejon Celinograd
- rejon Jegyndyköl
- rejon Jerejmentau
- rejon Jesyl
- rejon Korgałżyn
- rejon Sandyktau
- rejon Szortandy
- rejon Zerendy
- rejon Żaksy
- rejon Żarkajyng